# 김석범 (군인)
김석범(金錫範, 일본식 이름: 金山 照 가네야마 미쓰시, 1915년 11월 2일 ~ 1998년 2월 18일)은 일제강점기와 대한민국의 군인이다. 대한민국 해병대 제2대 사령관을 역임하였다.

## 학력
- 1934년 만주국 신징 사범학교 졸업
- 1937년 만주국 펑톈 군관학교 졸업
- 1940년 일본 육군사관학교 졸업
- 1946년 대한민국 해군사관학교 3기 졸업
- 1947년 대한민국 조선경비보병학교 졸업
- 1953년 대한민국 육군대학 졸업
- 1958년 대한민국 국방대학원 행정학 석사 졸업

## 생애
평안남도 강서군 출신이다. 1934년 중국에서 신경사범학교를 졸업한 뒤, 지금의 선양 지역에 일본이 만주국을 수립하면서 세운 장교 양성 기관인 봉천군관학교에 진학했다. 김석범은 봉천군관학교를 제5기로 졸업하면서 성적이 우수하여 일본육군사관학교에 편입해 수학했다. 일본육사를 1940년 졸업하고 만주국군 장교로 임관했다. 만주국군 중에서도 항일 조직을 소탕하는 부대인 간도특설대에서 복무하면서 항일 운동을 악랄하게 탄압하였다. 2008년 민족문제연구소에서 친일인명사전에 수록하기 위해 정리한 친일인명사전 수록예정자 명단 중 군 부문에 선정되었다. 친일반민족행위진상규명위원회가 발표한 친일반민족행위 705인 명단에도 포함되었다.
간도특설대는 만주국 북부에 있던 사회주의 계열 민족 해방세력인 팔로군, 동북항일연군, 조선의용대와 만주 북서부에 잔존해 있던 대한독립군단을 토벌하기 위한 특수 목적을 띈 독립군 토벌 부대였다. 간도특설대가 살해한 항일무장세력과 민간인은 172명에 달한다. 강간·약탈·고문을 당한 이들도 적잖다.
만주군 상위로 복무하던 중 태평양 전쟁이 종전되어 미군정 지역으로 내려왔다. 1946년 대한민국 해군 중위로 임관하여 해군통제부 참모장과 방위사령관 등을 지냈다. 김석범은 박정희와 정일권, 백선엽, 이한림, 신현준, 원용덕, 김창룡 등이 형성한 국군 내의 대표적인 만주국군 인맥이었다. 한국 전쟁 발발 후 손원일의 권유에 따라 해병대로 전과했고, 해병 제1연대장, 해병대 부사령관을 거친 뒤 1953년부터 신현준에 뒤를 이어 약 4년 동안 대한민국 해병대 제2대 사령관을 맡았다.
1953년 육군대학, 1958년 국방대학원을 졸업했고, 김정렬 국방부장관 특별보좌관을 거쳐 1960년에 해병대 중장으로 예편했다. 이후 재향군인회를 재창설하여 해병대부회장에 올랐고, 1960년대에 한국기계 사장과 성우회 부회장을 역임했다. 묘지는 대전의 국립현충원에 있다. 장군1-071

## 같이 보기
- 봉천군관학교
- 대한민국 해병대

## 참고자료
- “김석범 중장”. 전쟁기념관. 2008년 4월 7일에 확인함.[깨진 링크(과거 내용 찾기)]
- “전 해병대사령관　김석범씨”. 한국일보. 1998년 2월 19일. 29면면. 2016년 3월 10일에 원본 문서에서 보존된 문서. 2008년 4월 7일에 확인함.